# Ortalotrypeta singula
Ortalotrypeta singula är en tvåvingeart som beskrevs av Wang 1989. Ortalotrypeta singula ingår i släktet Ortalotrypeta och familjen borrflugor. Inga underarter finns listade i Catalogue of Life.